# Claudia Scherer-Effosse
 (septembre 2023).
 (septembre 2023).
Claudia Scherer-Effosse, née le 4 décembre 1966 à Boulogne-Billancourt, est une diplomate française. Depuis le 28 août 2023, elle est Directrice générale de l'Agence pour l'enseignement français à l'étranger après avoir été ambassadrice de France en Argentine de 2019 à 2023.

## Biographie
Claudia Scherer est née à Boulogne-Billancourt. Elle sort diplômée de l'Institut d'études politiques de Paris en 1988 et de l'Institut national des langues et civilisations orientales en 1993.

### Carrière professionnelle
De 1990 à 1993, elle est rédactrice à la sous-direction d’Asie du Sud-Est du ministère des Affaires étrangères à Paris. En 1993, elle est nommée deuxième secrétaire à l'ambassade de France en Chine à Pékin, avant d'occuper ce même poste à l'ambassade de France aux Pays-Bas de 1996 à 1999. En 1999, elle est nommée première secrétaire à l'ambassade de France au Sri Lanka, à Colombo[réf. nécessaire].
De 2002 à 2005, elle occupe le poste d'adjointe au sous-directeur de la sécurité au sein de la Direction des affaires stratégiques, de sécurité et de désarmement du Quai d'Orsay. En 2005, elle est nommée deuxième conseillère à l'ambassade de France à Washington.
De 2008 à 2012, elle est première conseillère à l'ambassade de France en Argentine.
En 2012, elle est nommée sous-directrice de la formation, des concours et des stages en administration centrale, poste qu'elle occupe jusqu'en 2016. Par un décret du 21 juin 2016, elle est nommée ambassadrice extraordinaire et plénipotentiaire de la République française auprès de la république d'Estonie.
En 2019, elle revient en Argentine en tant qu'ambassadrice de France,. C'est la première femme à occuper ce poste,.
Durant son mandat, Claudia Scherer-Effosse a participé à la reconnaissance et aux célébrations du centenaire de la première traversée des Andes réalisé par une femme pilote, la française Adrienne Bolland, aviatrice et résistante française. Ainsi en 2021 un timbre commémoratif a été présenté par la présidente de l'association Mujeres en Aviación Argentina Mme Vanina Busniuk, la cheffe du Correo Argentino (La poste argentine) Mme Vanesa Piesciorovski, et l'ambassadrice de France, Mme Scherer Effosse.
Claudia Scherer-Effosse est nommée directrice générale de l'AEFE par le président de la République à partir du 28 août 2023 (décret du 26 juillet 2023 rectifié le 5 août 2023).

## Distinctions honorifiques
- Chevalier de la Légion d'honneur[12]
- Chevalier de l'Ordre national du Mérite[13]